# C/1892 E1 (Swift)
C/1892 E1 (Swift) ist ein Komet, der im Jahr 1892 mit dem bloßen Auge gesehen werden konnte.

## Entdeckung und Beobachtung
Lewis A. Swift war ein renommierter Astronom, 72 Jahre alt und seit 1886 Leiter des privaten Warner-Observatoriums in Rochester (New York). Er hatte bereits 9 Kometen entdeckt und arbeitete gerade an einem Katalog von Sternnebeln, als er am Morgen des 6. März 1892 seinen zehnten Kometen entdeckte. Dieser sollte der hellste Komet werden, der seit 1882 auf der Nordhalbkugel gesehen wurde.
Die Nachricht von der Kometenentdeckung ging einen Tag später an der Sternwarte Kiel ein und wurde von dort telegraphisch in alle Welt verbreitet, so dass bereits am 8. März weitere Beobachtungen in Kapstadt stattfanden. Auch John Tebbutt in Australien konnte am 11. März den Kometen lokalisieren und seine Position bis Anfang Mai vermessen.
Zum Zeitpunkt seiner Entdeckung nur ein verwaschener Fleck mit einer Helligkeit von 4 mag, bewegte sich der Komet im Laufe des März weiter auf die Sonne zu, wurde dabei ständig heller und begann, einen Schweif auszubilden. Zu einem Zeitpunkt zwischen Ende März und Ende April wurde er auch von chinesischen Astronomen als ein „Besenstern“ entdeckt. Um die Zeit seiner größten Annäherung an die Sonne Anfang April hatte die Helligkeit 3 mag erreicht und der Schweif eine Länge von 20°. Der Schweif war mehrfach in neblige Streifen aufgespalten und veränderte sich im Hinblick auf Anzahl und relative Helligkeit der Streifen in kurzer Zeit.
Ab Anfang Mai entfernte sich der Komet wieder von Sonne und Erde. Die Helligkeit fiel im Laufe des Monats von etwa 4 bis auf etwa 6 mag und der Schweif hatte Ende Mai noch eine Länge von etwa 1–2°. Ab Anfang Juni war der Komet kaum noch mit dem bloßen Auge zu erkennen und bis Ende August war die Helligkeit auf 8 mag gefallen. Die letzte Beobachtung erfolgte durch Hermann Kobold in Straßburg am 16. Februar 1893.

## Wissenschaftliche Auswertung
Von dem Kometen konnten u. a. durch Edward Barnard am Lick-Observatorium und William Henry Pickering Weitwinkel-Photographien aufgenommen werden. Die Aufnahmen zeigten die ungewöhnliche Form des Schweifs und dokumentierten, was auch visuelle Beobachter festgestellt hatten, nämlich dass der Schweif in kurzer Zeit deutliche Veränderungen zeigte. Manchmal schien der Schweif aus bis zu einem Dutzend schmaler Strahlen zusammengesetzt zu sein und ein anderes Mal nur aus zwei breiten. Zusammen mit den Beobachtungen, die im darauf folgenden Jahr am Kometen C/1893 U1 (Brooks) gemacht wurden, führte dies zu der Erkenntnis, dass eine Interaktion zwischen dem Kopf des Kometen und den im Schweif zu beobachtenden Veränderungen stattfindet.
Das Licht des Kometen wurde spektroskopisch untersucht durch Miklós Konkoly-Thege, Eugen von Gothard, William Wallace Campbell und Pickering. Sie konnten die kometentypischen Emissionslinien von Kohlenstoff (C2) beobachten. Gothard und Pickering beschrieben auch weitere Linien von CN und C3, die damals noch nicht zugeordnet werden konnten.
Die erste Berechnung einer parabolischen Umlaufbahn erfolgte durch Heinrich Kreutz. Nach weiteren Berechnungen durch zahlreiche Astronomen bestimmte Ernst Erich Kühne 1914 eine elliptische Bahn. In einer Untersuchung von 1978 berechneten Brian Marsden, Zdenek Sekanina und Edgar Everhart Werte für die ursprüngliche und die zukünftige Bahn des Kometen. Demnach bewegte er sich lange vor seiner Passage des inneren Sonnensystems auf einer elliptischen Bahn mit einer Großen Halbachse von etwa 845 AE. Für seine zukünftige Bahn bestimmten sie eine Große Halbachse von etwa 570 AE.

## Umlaufbahn
Für den Kometen konnte aus 40 Beobachtungsdaten über 229 Tage eine elliptische Umlaufbahn bestimmt werden, die um rund 39° gegen die Ekliptik geneigt ist. Seine Bahn steht damit schräg gestellt zu den Bahnebenen der Planeten. Im sonnennächsten Punkt der Bahn (Perihel), den der Komet am 7. April 1892 durchlaufen hat, befand er sich mit etwa 153,6 Mio. km Sonnenabstand im Bereich der Umlaufbahn der Erde. Bereits am 8. März war er in etwa 68,1 Mio. km am Mars vorbeigegangen und am 27. März hatte er mit etwa 157,3 Mio. km (1,05 AE) die größte Annäherung an die Erde erreicht. An die anderen kleinen Planeten fanden keine nennenswerten Annäherungen statt.
In der Nähe des aufsteigenden Knotens seiner Bahn bewegte sich der Komet um den 19. März in geringem Abstand von nur etwa 8,8 Mio. km (0,059 AE) zur Umlaufbahn der Erde. Die Erde erreichte diese Stelle ihrer Bahn aber erst zwei Monate später um den 21. April, so dass sie dem Kometen nicht näher kam als zuvor genannt.
Nach den Bahnelementen der JPL Small-Body Database und ohne Berücksichtigung von nicht-gravitativen Kräften auf den Kometen hatte seine Bahn lange vor seiner Passage des inneren Sonnensystems noch eine Exzentrizität von etwa 0,9988 und eine Große Halbachse von etwa 875 AE, so dass seine Umlaufzeit bei etwa 26.000 Jahren lag. Durch die Anziehungskraft der Planeten, insbesondere durch Vorbeigänge am Saturn im Juni 1890 in knapp 7 AE und am Jupiter im Mai 1893 in nur etwa 1 ⅔ AE Distanz, wurde seine Bahnexzentrizität auf etwa 0,9982 und seine Große Halbachse auf etwa 585 AE verringert, so dass sich seine Umlaufzeit auf etwa 14.000 Jahre verkürzt. In Anbetracht der relativ unsicheren Bahnparameter sind alle angegebenen Daten nur als ungefähre Werte zu betrachten.